# 塞義德·穆罕默德·古拉布佐伊
塞義德·穆罕默德·古拉布佐伊（英語：Sayed Mohammad Gulabzoy；1951年—），阿富汗前軍人和政治家。他擁有法律和軍事科學碩士學位。
古拉布佐伊出身帕克蒂亞省一個普什圖族扎德蘭部落家庭，他在空軍學院學習作為一名空軍工程人物。作為空軍軍官，他支持穆罕默德·達烏德汗1973年推翻國王穆罕默德·查希尔沙的政變，為此他獲得了空軍司令的助手職位。1976年，他前往蘇聯學習雷達技術。
他後被哈菲佐拉·阿明招攬到阿富汗人民民主黨的人民派，他在1978年的四月革命中只扮演了一個小角色，在阿富汗人民民主黨掌政後後，他被任命為努爾·穆罕默德·塔拉基總統和後來的通信部長的助手。隨著人民民主党政權內部的鬥爭日益加深，他將自己遠離了阿明，並加入了一群軍官，謀劃反對阿明。 1979年9月14日，他們的政變失敗後，共謀者在蘇聯大使館避難。1979年12月，古拉布查伊和他的盟友協助蘇聯入侵阿富汗，為入侵的蘇聯軍隊提供指導。
在入侵期間，蘇聯軍隊殺死阿明，並安排旗幟派領導人巴布拉克·卡爾邁勒。由於許多軍隊的關鍵職位仍然被人民派佔領，卡尔迈勒被迫與對手人民派合作。作為一項和解措施，著名的人民派人物古拉布佐伊被任命為內政部長。因此，他得以指挥薩蘭多伊（“革命的捍衛者”），一支全副武裝的準軍事憲兵部隊。
在1988年11月，在人民派和旗幟派之間重新出現緊張之後，他被總統穆罕默德·納吉布拉派到莫斯科擔任大使職務。據傳他曾向蘇聯提出自己可能代替納吉布拉。在1990年3月，1990年3月，在沙納瓦茲·塔奈將軍發動政變失敗後，古拉布佐伊與其他人民派軍人一起被驅逐出黨。
2005年，他當選為阿富汗國家立法機關下院人民院的霍斯特省代表，並擔任內部安全委員會成員。